# 努安维尔
努安维尔（法語：Nouainville，法語發音：[nwɛ̃vil]）是法国芒什省的一个市镇，属于瑟堡区。

## 地理
努安维尔（49°37'26"N, 1°40'57"W）面积3.81 平方千米，位于法国诺曼底大区芒什省，该省份为法国西北部沿海省份，西、北、东北三面环大西洋，东起顺时针与卡爾瓦多斯省、奧恩省、马耶讷省和伊勒-维莱讷省接壤。
与努安维尔接壤的市镇（或旧市镇、城区）包括：科唐坦地区瑟堡、锡德维尔、拉阿格。

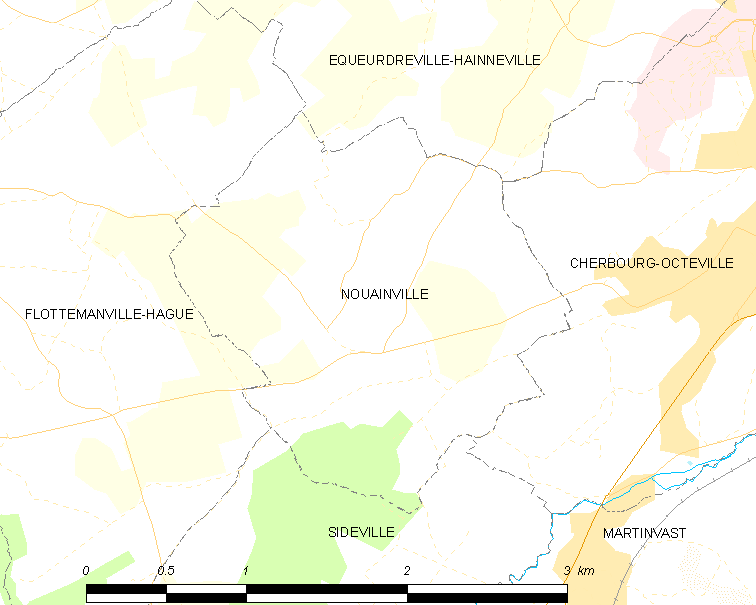
努安维尔的OSM定位图

努安维尔的时区为UTC+01:00、UTC+02:00（夏令时）。

## 行政
努安维尔的邮政编码为50690，INSEE市镇编码为50382。

## 政治
努安维尔所属的省级选区为科唐坦地区瑟堡第三县。

## 人口

1962-2008年间努安维尔人口变化图示

努安维尔于2022年1月1日时的人口数量为620人。